# Академик Петровский (судно)

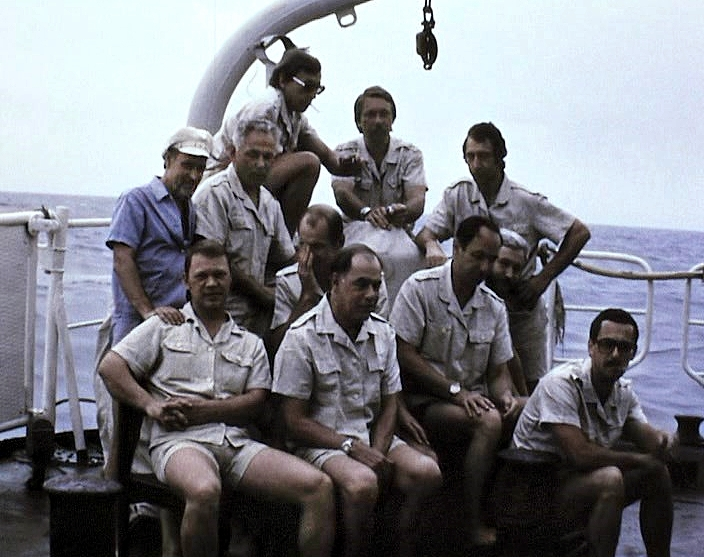
Состав экспедиции 13 рейса, 1983 год. Индийский океан, архипелаг Сейшельских островов, банка Сигал.

«Академик Петровский» — научно-исследовательское судно водоизмещением 932 тонны, экспедиционный состав 12 человек.
В период 1972 — 1974 годов научное судно именовалось «Московский университет». Судно служило учебным судном для географического и геологического факультетов МГУ. Совершало океанографические рейсы в Чёрное, Средиземное моря, Атлантический и Индийский океаны. До 1972 года это судно, типа «Нереида» проект 502А, использовалось с 1970 года как рыболовное в Тихом океане — средний тунцелов ярусник. Последние несколько лет своего существования находилось в «отстое» в Севастополе, а летом 2011 года сдано на металлолом, и разделано.

## История
Первым владельцем судна с 1970 года было Министерство рыбного хозяйства СССР, порт приписки Владивосток.
В 1972 году судно получило имя «Московский университет», оно было переведено в Севастополь, управлялось Минвузом СССР и принадлежало МГУ.
В 1974 году судно переименовали в «Академик Петровский», в честь советского математика, ректора МГУ (18 мая 1951 — 15 января 1973) Ивана Георгиевича Петровского.
В 1978 и 1982 годах состоялись научные экспедиции в Индийский океан.
В 1992 году судно (Регистрационный № М-12276) было передано научно-исследовательскому флоту Украины, в Севастопольский отряд научно-исследовательских судов. «Академик Петровский» использовалось для рейсов в Средиземном море и Атлантическом океане.
В 1996 году судно (Регистровый № 650471) было передано ООО «СК Посейдон» (Регистровый № 1-050012). Оно было переоборудовано в грузопассажирское судно, научное оборудование демонтировано.
В 2004 году суда «Эксперимент» и «Академик Петровский» были взяты в аренду у Севастопольского регионального отделения фонда государственного имущества Украины. Использовалось для челночных рейсов Севастополь—Стамбул. Последние несколько лет своего существования находилось в «отстое» в Севастополе. Летом 2011 года сдано на металлолом, и разделано в Инкермане, при этом был нарушен закон «Об аренде государственного имущества» Украины.

## Научная работа на судне
Во время экспедиции в Атлантическом океане, в 1973 году, были получены подводные снимки вершины подводной горы Ампер, в цепи подводных гор Срединного Атлантического хребта
В 1990 году состоялся пробный рейс судна в качестве «плавучего университета».

### 9 рейс, 1978 год
В 1978 году состоялся 9 рейс в западную часть Индийского океана.
Капитан А. Г. Пономаренко, научный руководитель профессор Л. Г. Никифоров.
- Научный состав: Коротаев В. Н., Свиточ А. А., Щербаков Ф. А., Конюхов А. Н., Борсук О. А., Бадюкова Е. Н., Артамонов В., Винцкевич С.
- Инженерно-технический персонал: Штраух А. И. (водолаз), Кабардин Б. Ф. (фотограф), Ревков А. Н. (буровой мастер).

Во время рейса осуществлялись технические заходы в порты: Мале (Мальдивы), Бомбей (Индия), Ходейда (Северный Йемен), Аден (НДРЙ), Виктория (Сейшельские Острова), Пирей (Греция), Варна (Болгария).
В районы работ входили остров Сокотра (НДРЙ), остров Бёрд и остров Маэ, атолл Альдабра и Сейшельская подводная банка.

### 13 рейс, 1983 год
В 1982 году состоялся 13 рейс на Сейшельские острова.
Капитан А. Г. Пономаренко, научный руководитель профессор П. А. Каплин.
- Научный состав: Никифоров Л. Г., Коротаев В. Н., Свиточ А. А., Космынин В. Н., Николаев С.Д, Демиденко Е. Л., Бадюков Д. Д.
- Инженерно-технический персонал: Штраух А. И. (водолаз), Кабардин Б. Ф. (фотограф), Ревков А. Н. (буровой мастер).

Технические заходы: Диего-Суарес (Республика Мадагаскар), Салоники (Греция).
Районами работ были острова Сейшельского архипелага: Маэ, Праслин, Силуэт, Африкан, Сен-Жозеф, Ресурс, Пуавр, Дерош, Фаркуар, Альдабра, Астов, Ассампшен, Космоледо, Сен-Пьер, Платт, Коэтиви и Ден.